# André Antunes
André Antunes (Tinalhas, 23 de junho de 1923 - 22 de setembro de 2002) é um ex-atirador desportivo português. Representou seu país, Portugal, nos Jogos Olímpicos de Verão de 1960 realizados em Roma, na Itália e nos Jogos Olímpicos de Verão de 1972 em Munique, na Alemanha Ocidental (atual Alemanha).